# 42. National Hockey League All-Star Game
Das 42. National Hockey League All-Star Game wurde am 19. Januar 1991 in Chicago ausgetragen. Das Spiel fand im Chicago Stadium, der Spielstätte des Gastgebers Chicago Blackhawks statt. Die All-Stars der Campbell Conference schlugen die der Prince of Wales Conference klar mit 11:5. Das Spiel sahen 18.472 Zuschauer. Vincent Damphousse von den Toronto Maple Leafs wurde zum MVP gekürt.

## Mannschaften
| #           | Land               | Spieler            | Pos.          | Team                  |
| Torhüter    |                    |                    |               |                       |
| 1           | Kanada             | Bill Ranford       | Bill Ranford  | Edmonton Oilers       |
| 30          | Kanada             | Mike Vernon        | Mike Vernon   | Calgary Flames        |
| Verteidiger |                    |                    |               |                       |
| 2           | Kanada             | Al MacInnis        | Al MacInnis   | Calgary Flames        |
| 3           | Kanada             | Scott Stevens      | Scott Stevens | St. Louis Blues       |
| 5           | Kanada             | Steve Smith        | Steve Smith   | Edmonton Oilers       |
| 6           | Vereinigte Staaten | Phil Housley       | Phil Housley  | Winnipeg Jets         |
| 7           | Vereinigte Staaten | Chris Chelios      | Chris Chelios | Chicago Blackhawks    |
| 20          | Vereinigte Staaten | Gary Suter         | Gary Suter    | Calgary Flames        |
| Angreifer   |                    |                    |               |                       |
| 8           | Schweden           | Tomas Sandström    | RW            | Los Angeles Kings     |
| 10          | Kanada             | Vincent Damphousse | LW            | Toronto Maple Leafs   |
| 11          | Kanada             | Mark Messier       | C             | Edmonton Oilers       |
| 12          | Kanada             | Adam Oates         | C             | St. Louis Blues       |
| 14          | Kanada             | Theoren Fleury     | RW            | Calgary Flames        |
| 15          | Kanada             | Dave Gagner        | C             | Minnesota North Stars |
| 17          | Kanada             | Trevor Linden      | RW            | Vancouver Canucks     |
| 18          | Kanada             | Bobby Smith        | C             | Minnesota North Stars |
| 19          | Kanada             | Steve Yzerman      | C             | Detroit Red Wings     |
| 21          | Kanada             | Luc Robitaille     | LW            | Los Angeles Kings     |
| 27          | Vereinigte Staaten | Jeremy Roenick     | C             | Chicago Blackhawks    |
| 28          | Kanada             | Steve Larmer       | RW            | Chicago Blackhawks    |
| 99          | Kanada             | Wayne Gretzky      | C             | Los Angeles Kings     |

| #           | Land               | Spieler         | Pos.          | Team                |
| Torhüter    |                    |                 |               |                     |
| 33          | Kanada             | Patrick Roy     | Patrick Roy   | Montréal Canadiens  |
| 35          | Kanada             | Andy Moog       | Andy Moog     | Boston Bruins       |
| Verteidiger |                    |                 |               |                     |
| 2           | Vereinigte Staaten | Brian Leetch    | Brian Leetch  | New York Rangers    |
| 4           | Vereinigte Staaten | Kevin Hatcher   | Kevin Hatcher | Washington Capitals |
| 5           | Deutschland        | Uwe Krupp       | Uwe Krupp     | Buffalo Sabres      |
| 7           | Kanada             | Paul Coffey     | Paul Coffey   | Pittsburgh Penguins |
| 28          | Kanada             | Garry Galley    | Garry Galley  | Boston Bruins       |
| 77          | Kanada             | Ray Bourque     | Ray Bourque   | Boston Bruins       |
| Angreifer   |                    |                 |               |                     |
| 8           | Kanada             | Cam Neely       | RW            | Boston Bruins       |
| 9           | Vereinigte Staaten | Darren Turcotte | C             | New York Rangers    |
| 10          | Kanada             | Guy Lafleur     | RW            | Québec Nordiques    |
| 11          | Kanada             | John Cullen     | C             | Pittsburgh Penguins |
| 12          | Kanada             | Mark Recchi     | RW            | Pittsburgh Penguins |
| 15          | Kanada             | John MacLean    | RW            | New Jersey Devils   |
| 16          | Kanada             | Pat Verbeek     | LW            | Hartford Whalers    |
| 17          | Vereinigte Staaten | Pat LaFontaine  | C             | New York Islanders  |
| 18          | Kanada             | Denis Savard    | C             | Montréal Canadiens  |
| 19          | Kanada             | Joe Sakic       | C             | Québec Nordiques    |
| 22          | Kanada             | Rick Tocchet    | RW            | Philadelphia Flyers |
| 25          | Vereinigte Staaten | Kevin Stevens   | LW            | Pittsburgh Penguins |
| 27          | Vereinigte Staaten | Dave Christian  | RW            | Boston Bruins       |

## Spielverlauf

### Campbell Conference All-Stars 11 – 5 Wales Conference All-Stars
All Star Game MVP: Vincent Damphousse (4 Tore)
| Team       | Zeit  | Stand | Torschütze         | Vorlagengeber   | Vorlagengeber  |
| 1. Drittel |       |       |                    |                 |                |
|            | 6:17  | 1–0   | Dave Gagner        | Steve Larmer    | Jeremy Roenick |
|            | 9:14  | 1–1   | Pat LaFontaine     | Darren Turcotte |                |
|            | 11:36 | 2–1   | Vincent Damphousse | Adam Oates      | Steve Smith    |
| 2. Drittel |       |       |                    |                 |                |
|            | 21:33 | 2–2   | Pat LaFontaine     | Kevin Hatcher   |                |
|            | 25:23 | 3–2   | Gary Suter         |                 |                |
|            | 29:10 | 4–2   | Wayne Gretzky      | Tomas Sandström |                |
|            | 29:48 | 5–2   | Adam Oates         | Steve Yzerman   |                |
|            | 34:40 | 6–2   | Theoren Fleury     | Mark Messier    | Chris Chelios  |
|            | 35:36 | 6–3   | Rick Tocchet       | Pat Verbeek     | Joe Sakic      |
|            | 37:07 | 7–3   | Jeremy Roenick     | Steve Smith     | Adam Oates     |
| 3. Drittel |       |       |                    |                 |                |
|            | 42:29 | 7–4   | John MacLean       | John Cullen     | Ray Bourque    |
|            | 45:23 | 8–4   | Chris Chelios      | Steve Larmer    | Jeremy Roenick |
|            | 48:54 | 9–4   | Vincent Damphousse | Adam Oates      | Phil Housley   |
|            | 51:40 | 10–4  | Vincent Damphousse | Phil Housley    | Adam Oates     |
|            | 53:56 | 10–5  | Kevin Stevens      | Rick Tocchet    |                |
|            | 57:16 | 11–5  | Vincent Damphousse |                 |                |

Schiedsrichter: Terry Gregson 

Linienrichter: Jerry Pateman, Dan Schachte 

Zuschauer: 18.472